# Forges-les-Bains
Forges-les-Bains é uma comuna francesa na região administrativa da Ilha de França, no departamento de Essonne. Estende-se por uma área de 14.58 km². Em 2010 a comuna tinha 3 961 habitantes (densidade: 271,7 hab./km²).